# 小泉博康
小泉 博康（こいずみ ひろやす、1964年8月19日 - ）は、日本の美術監督・デザイナー。東京都出身。株式会社アートブレイカーズ代表取締役社長。

## 経歴
多摩芸術学園卒業後、1985年に東宝舞台に入社。1992年にスペースシャワーTVへの入社をきっかけに、美術監督デビュー。数々のミュージックビデオを手がける。その後、スペースシャワーTVの分社化に伴い1994年にsepへ入社。2005年に株式会社アートブレイカーズ設立後は、ミュージックビデオのみならず映画・CM・舞台など活動の幅を広げている。
主な作品は松尾スズキ監督『クワイエットルームにようこそ』（2006年）、新城毅彦監督『パラダイスキス』（2010年）、宮藤官九郎監督作品では『少年メリケンサック』（2006年）以降、『中学生円山』（2012年）、『TOO YOUNG TO DIE! 若くして死ぬ』（2016年）他、舞台の美術も多く担当している。

## 作品

### 映画
- パラダイス（2001年、森山達也監督）
- クリスマスクリスマス（2004年、山口博樹監督）
- 8.1（2005年、高橋洋平監督）
- 天使（2006年、宮坂まゆみ監督）
- 東京大学物語（2006年、江川達也監督）
- 1303号室（2007年、及川中監督）
- クワイエットルームにようこそ（2007年、松尾スズキ監督）
- ハブと拳骨（2008年、中井庸友監督）
- 少年メリケンサック（2009年、宮藤官九郎監督）
- Blood ブラッド（2009年、下山天監督）
- 大洗にも星はふるなり（2009年、福田雄一監督）
- 牙狼-GARO-（2010年、雨宮慶太監督）
- パラダイスキス（2011年、新城毅彦監督）
- もし高校野球の女子マネージャーがドラッカーの『マネジメント』を読んだら（2011年、田中誠監督）
- 中学生円山（2012年、宮藤官九郎監督）
- ヘルタースケルター（2012年、蜷川実花監督）
- 黒執事（2014年、大谷健太郎監督）
- 先輩と彼女（2015年、池田千尋監督）
- 原宿デニール（2015年、タカハタ秀太監督）
- TOO YOUNG TO DIE! 若くして死ぬ（2016年、宮藤官九郎監督）
- ニワトリ★スター（2018年3月17日、かなた狼監督）
- 赤羽骨子のボディガード（2024年8月2日、石川淳一監督）

### TV
- チャート☆コバーン（2004年、スペースシャワーTV）
- プレミアの巣窟（2005年、フジテレビ）
- 親不孝者大賞（2006年、フジテレビ）
- 大根刑事（2007年、熊谷祐紀監督）
- 戦場のガールズライフ（2007年、高橋洋平監督）
- MTVアンプラグド 長瀬智也（2009年、MTV）
- おじいちゃんは25歳（2010年、TBS）
- 小悪魔ドクショ 〜文学で恋をつかまえる方法〜（2010年、日本テレビ）

### MV
浜崎あゆみ、安室奈美恵、B’z、DREAMS COME TRUE、スピッツ、THE YELLOW MONKEY、THEE MICHELLE GUN ELEPHANT、倖田來未、宇多田ヒカル、V6、TOKIO、GACKT、Dragon Ash、THE MODS、大塚愛、aiko、土屋アンナ、ももいろクローバーZ、スフィア
ほか多数

### CM
グリコ、ロッテ、大塚製薬、日本経済新聞、久光製薬、大塚食品、au、カルビー、ユニ・チャーム、コカコーラ、HONDA、ミノン、スバル、リガオス、ウィルキンソン
ほか多数

### 展示
- ミッシェルゴンドリー展（東京都写真美術館）
- セックスピストルズ写真展デストロイ（ラフォーレ原宿）
- ミュージックビデオディレクターズコレクション（ラフォーレ原宿）

### 舞台
- R2C2サイボーグなのでバンド辞めます！（2009年、作・演出：宮藤官九郎監督）
- サッドソング・フォー・アグリー・ドーター（2011年、作・演出：宮藤官九郎監督）
- 高校中パニック! 小激突!!（2013年、作・演出：宮藤官九郎監督）
- 七年ぶりの恋人（2015年、作・演出：宮藤官九郎監督）

### その他
- 2016 イラスト： 映画『TOO YOUNG TO DIE! 若くして死ぬ』（2016年、宮藤官九郎監督）